# Wereldkampioenschappen kunstschaatsen 2010

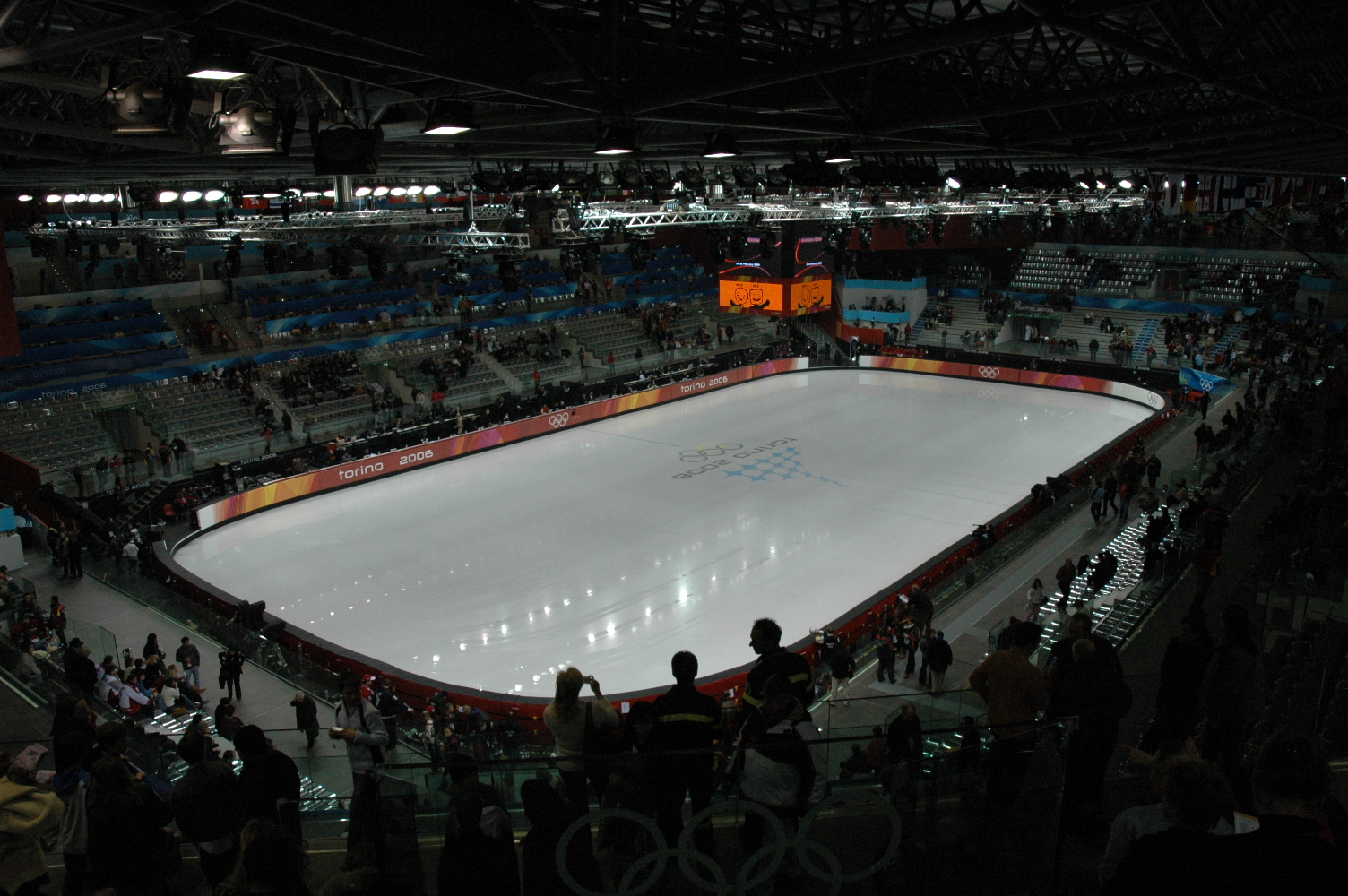
Palavela

De Wereldkampioenschappen kunstschaatsen vormen samen een evenement dat jaarlijks georganiseerd wordt door de Internationale Schaatsunie (ISU). Dit evenement is het meest prestigieuze jaarlijkse evenement in het kunstschaatsen.
In 2010 werden de kampioenschappen van 22 tot en met 28 maart gehouden in het Palavela in Turijn, Italië. Het was de eerste keer dat de Wereldkampioenschappen kunstschaatsen in Turijn plaatsvonden en voor de derde keer in Italië. In 1951 was Milaan en in 1963 was Cortina d'Ampezzo gaststad.
Voor de mannen was het de 100e editie, voor de vrouwen de 90e editie, voor de paren de 88e editie, en voor de ijsdansers de 58e editie.
| Programma | Programma        | Programma         | Programma          | Programma        | Programma         | Programma       |
| --------- | ---------------- | ----------------- | ------------------ | ---------------- | ----------------- | --------------- |
|           | dinsdag 23 maart | woensdag 24 maart | donderdag 25 maart | vrijdag 26 maart | zaterdag 27 maart | zondag 28 maart |
| Paren     | korte kür        | lange kür         |                    |                  |                   | Gala            |
| Mannen    |                  | korte kür         | lange kür          |                  |                   | Gala            |
| IJsdansen | verplichte kür   |                   | originele kür      | lange kür        |                   | Gala            |
| Vrouwen   |                  |                   |                    | korte kür        | lange kür         | Gala            |

## Deelname
Elk lid van de ISU kon één schaatser/één paar aanmelden per discipline. Extra startplaatsen (met en maximum van drie per discipline) zijn verdiend op basis van de eindklasseringen op het WK van 2009.
De beste vierentwintig deelnemers in de individuele disciplines kwalificeren zich voor de afsluitende vrije kür na de korte kür, bij de paren zijn dit de beste zestien. Bij het ijsdansen kwalificeren de beste dertig van de verplichte dans zich voor de originele dans. Hierna vallen weer tien paren af, zodat twintig paren de vrije dans schaatsen.
Om deel te nemen moet een deelnemer/deelneemster op 1 juli voorafgaand aan het kampioenschap minimaal vijftien jaar oud zijn.
Voor België nam Kevin Van der Perren voor de negende keer deel bij de mannen. Ook de Britse echtgenote van Van der Perren, Jenna McCorkell, nam deel aan dit WK. Uit Nederland debuteerde Manouk Gijsman in het vrouwentoernooi.
De Belgische Isabelle Pieman trok zich voor de wedstrijd in het vrouwentoernooi terug, evenals de Montenegrijnse Sonja Mugosa. Hetzelfde deden Joffrey Bourdon en Artem Borodulin in het mannentoernooi.
Deelnemende landen
Een recordaantal van 53 landen schreef deelnemers in voor dit toernooi, zij vulden samen het aantal van 155 startplaatsen in.
(Tussen haakjes het totaal aantal startplaatsen over de vier disciplines.)
| Rusland (10) Verenigde Staten (10) Canada (8) Japan (7) China (6) Frankrijk (6) Duitsland (5) Italië (5) Verenigd Koninkrijk (5) Estland (4) Israël (4) | Tsjechië (4) Australië (3) Bulgarije (3) Finland (3) Hongarije (3) Oekraïne (3) Oostenrijk (3) Slowakije (3) Taiwan (3) Zuid-Korea (3) Zwitserland (3) | België (2) Denemarken (2) Georgië (2) Griekenland (2) Kazachstan (2) Kroatië (2) Letland (2) Litouwen (2) Mexico (2) Montenegro (2) Polen (2) | Puerto Rico (2) Roemenië (2) Spanje (2) Turkije (2) Wit-Rusland (2) Zweden (2) Armenië (1) Bosnië en Herzegovina (1) Brazilië (1) Hongkong (1) | Ierland (1) India (1) Filipijnen (1) Luxemburg (1) Nederland (1) Oezbekistan (1) Servië (1) Slovenië (1) Thailand (1) Zuid-Afrika (1) |

## Medaille verdeling
Bij de mannen werd Daisuke Takahashi de 42e man en de eerste Japanner die de wereldtitel veroverde. Het was zijn tweede WK-medaille, in 2007 werd hij tweede. Het was de vijfde Japanse medaille in het mannentoernooi. In 1977 eindigde Minoru Sano en in 2002 en 2003 Takeshi Honda op de derde plaats. De Canadees Patrick Chan op plaats twee veroverde zijn tweede WK-medaille, in 2009 werd hij ook tweede. De Fransman Brian Joubert eindigde net als in 2009 op plaats drie en veroverde hiermee zijn zesde WK-medaille, in 2004, 2006 en 2008 werd hij tweede, in 2007 wereldkampioen.
Bij de vrouwen veroverde de Japanse Mao Asada voor de tweede keer de wereldtitel, in 2008 deed ze dit voor de eerste keer. Het was haar derde WK-medaille, in 2007 werd ze tweede. De wereldkampioene van 2009, de Zuid-Koreaanse Kim Yu-na op plaats twee, veroverde haar vierde medaille, in 2007 en 2008 werd ze derde. De Finse Laura Lepistö legde beslag op de derde plaats en veroverde daarmee de eerste WK-medaille in het vrouwentoernooi voor Finland.
Bij het paarrijden behaalde het Chinese paar Pang Qing / Tong Jian hun tweede wereldtitel, in 2006 behaalden ze hun eerste. Het was hun vierde WK-medaille, in 2004 stonden ze op plaats drie en in 2007 op plaats twee. De wereldkampioenen van de afgelopen twee jaar, het Duitse paar Aliona Savchenko / Robin Szolkowy, behaalden dit jaar de tweede plaats. Ook voor hen was het de vierde WK-medaille, in 2007 eindigden ze als derde. Het Russische paar Yuko Kawaguchi / Alexander Smirnov veroverden hun tweede WK-medaille, ze werden net als in 2009 derde.
Bij het ijsdansen werd het danspaar Tessa Virtue / Scott Moir het 26e paar en het tweede Canadese paar dat de wereldtitel veroverde. Het was hun derde WK-medaille, in 2008 werden ze tweede, in 2009 derde. De beide paren op de plaatsen twee en drie stonden voor het eerst op het WK-erepodium. Het Amerikaanse paar Meryl Davis / Charlie White werd tweede. Het Italiaanse paar Federica Faiella / Massimo Scali veroverde met hun bronzen medaille de derde WK-medaille voor Italië bij het ijsdansen, in 2000 veroverde het paar Barbara Fusar-Poli / Maurizio Margaglio de zilveren medaille in 2001 werd dit paar wereldkampioen.
| Discipline | Goud                      | Zilver                            | Brons                              |
| ---------- | ------------------------- | --------------------------------- | ---------------------------------- |
| Mannen     | Daisuke Takahashi         | Patrick Chan                      | Brian Joubert                      |
| Vrouwen    | Mao Asada                 | Kim Yu-na                         | Laura Lepistö                      |
| Paren      | Pang Qing / Tong Jian     | Aliona Savchenko / Robin Szolkowy | Yuko Kawaguchi / Alexander Smirnov |
| IJsdansen  | Tessa Virtue / Scott Moir | Meryl Davis / Charlie White       | Federica Faiella / Massimo Scali   |

## Uitslagen
| #                      | naam (deelnames)          | land                           | punten    | korte kür     | lange kür      |
| ---------------------- | ------------------------- | ------------------------------ | --------- | ------------- | -------------- |
| Goud                   | Daisuke Takahashi (5)     | Vlag van Japan                 | 257.70    | 89.30 (1)     | 168.40 (1)     |
| Zilver                 | Patrick Chan (3)          | Vlag van Canada                | 247.22    | 87.80 (2)     | 159.42 (2)     |
| Brons                  | Brian Joubert (9)         | Vlag van Frankrijk             | 241.74 pr | 87.70 (3)     | 154.04 (4)     |
| 4                      | Michal Březina            | Vlag van Tsjechië              | 236.06 pr | 81.75 (5) pr  | 154.31 (3) pr  |
| 5                      | Jeremy Abbott (3)         | Vlag van Verenigde Staten      | 232.10    | 81.05 (6)     | 151.05 (6)     |
| 6                      | Adam Rippon               | Vlag van Verenigde Staten      | 231.47 pr | 80.11 (7) pr  | 151.36 (5)     |
| 7                      | Samuel Contesti (3)       | Vlag van Italië                | 218.66    | 78.40 (8)     | 140.26 (11)    |
| 8                      | Kevin Van der Perren (9)  | Vlag van België                | 218.43    | 73.55 (10)    | 144.88 (9)     |
| 9                      | Adrian Schultheiss (3)    | Vlag van Zweden                | 218.26 pr | 72.35 (12) pr | 145.91 (7) pr  |
| 10                     | Takahiko Kozuka (3)       | Vlag van Japan                 | 216.73    | 84.20 (4) pr  | 132.53 (12)    |
| 11                     | Kevin Reynolds            | Vlag van Canada                | 216.58 pr | 71.20 (14)    | 145.38 (8) pr  |
| 12                     | Javier Fernández (4)      | Vlag van Spanje                | 215.66 pr | 71.65 (13) pr | 144.01 (10) pr |
| 13                     | Denis Ten (2)             | Vlag van Kazachstan            | 202.46    | 77.40 (9) pr  | 125.06 (15)    |
| 14                     | Sergej Voronov (4)        | Vlag van Rusland               | 200.60    | 73.42 (11)    | 127.18 (14)    |
| 15                     | Florent Amodio            | Vlag van Frankrijk             | 197.25    | 68.31 (15)    | 128.94 (13)    |
| 16                     | Anton Kovalevski (5)      | Vlag van Oekraïne              | 186.03    | 67.60 (16) pr | 118.43 (19)    |
| 17                     | Guan Jinlin               | Vlag van China                 | 182.68    | 59.45 (19)    | 123.23 (16)    |
| 18                     | Ryan Bradley              | Vlag van Verenigde Staten      | 179.24    | 56.10 (21)    | 123.14 (17)    |
| 19                     | Alexandr Kazakov (3)      | Vlag van Wit-Rusland           | 175.57 pr | 54.24 (24) pr | 121.33 (18) pr |
| 20                     | Viktor Pfeifer (4)        | Vlag van Oostenrijk            | 170.79    | 59.95 (17)    | 110.84 (21)    |
| 21                     | Abzal Rakimgaliev (2)     | Vlag van Kazachstan            | 166.20    | 54.60 (22)    | 111.60 (20) pr |
| 22                     | Jamal Othman (6)          | Vlag van Zwitserland           | 156.41    | 57.35 (20)    | 99.06 (22)     |
| 23                     | Kim Min-seok (2)          | Vlag van Zuid-Korea            | 149.31    | 59.80 (18) pr | 89.51 (24)     |
| 24                     | Ari-Pekka Nurmenkari (7)  | Vlag van Finland               | 148.34    | 54.45 (23)    | 93.89 (23)     |
| Vrije kür niet bereikt |                           |                                |           |               |                |
| 25                     | Peter Liebers (3)         | Vlag van Duitsland             | 54.09     | 54.09         |                |
| 26                     | Pavel Kaska (2)           | Vlag van Tsjechië              | 50.55     | 50.55         |                |
| 27                     | Kevin Alves (2)           | Vlag van Brazilië              | 50.28     | 50.28         |                |
| 28                     | Nobunari Oda (4)          | Vlag van Japan                 | 50.25     | 50.25         |                |
| 29                     | Boris Martinec (4)        | Vlag van Kroatië               | 50.10     | 50.10         |                |
| 30                     | Matthew Parr              | Vlag van Verenigd Koninkrijk   | 49.31     | 49.31 pr      |                |
| 31                     | Peter Reitmayer           | Vlag van Slowakije             | 48.72     | 48.72         |                |
| 32                     | Zoltán Kelemen (4)        | Vlag van Roemenië              | 46.94     | 46.94         |                |
| 33                     | Damjan Ostojic (2)        | Vlag van Bosnië en Herzegovina | 45.30     | 45.30         |                |
| 34                     | Andrew Huertas (2)        | Vlag van Puerto Rico           | 45.09     | 45.09 pr      |                |
| 35                     | Maciej Cieplucha          | Vlag van Polen                 | 44.30     | 44.30         |                |
| 36                     | Viktor Romanenkov         | Vlag van Estland               | 44.17     | 44.17         |                |
| 37                     | Stephen Li-Chung Kuo      | Vlag van Taiwan                | 44.15     | 44.15         |                |
| 38                     | Saulius Ambrulevicius (3) | Vlag van Litouwen              | 42.37     | 42.37 pr      |                |
| 39                     | Mark Webster (2)          | Vlag van Australië             | 42.30     | 42.30         |                |
| 40                     | Georgi Kenchadze (2)      | Vlag van Bulgarije             | 42.09     | 42.09         |                |
| 41                     | Tigran Vardanjan (3)      | Vlag van Hongarije             | 39.30     | 39.30         |                |
| 42                     | Sarkis Hajrapetjan        | Vlag van Armenië               | 39.02     | 39.02         |                |
| 43                     | Maxim Shipov (3)          | Vlag van Israël                | 38.26     | 38.26         |                |
| 44                     | Humberto Contreras (2)    | Vlag van Mexico                | 37.33     | 37.33         |                |
| 45                     | Ali Demirboga             | Vlag van Turkije               | 36.39     | 36.39 pr      |                |
| 46                     | Girts Jekabsons           | Vlag van Letland               | 31.79     | 31.79         |                |
| -                      | Joffrey Bourdon           | Vlag van Montenegro            |           | t.z.t.        |                |
| -                      | Artem Borodulin           | Vlag van Rusland               |           | t.z.t.        |                |

| #                      | naam (deelnames)            | land                         | punten    | korte kür     | lange kür      |
| ---------------------- | --------------------------- | ---------------------------- | --------- | ------------- | -------------- |
| Goud                   | Mao Asada (4)               | Vlag van Japan               | 197.58    | 68.08 (2)     | 129.50 (2)     |
| Zilver                 | Kim Yu-na (4)               | Vlag van Zuid-Korea          | 190.79    | 60.30 (7)     | 130.49 (1)     |
| Brons                  | Laura Lepistö (3)           | Vlag van Finland             | 178.62    | 64.30 (3) pr  | 114.32 (6)     |
| 4                      | Miki Ando (6)               | Vlag van Japan               | 177.82    | 55.78 (11)    | 122.04 (3)     |
| 5                      | Cynthia Phaneuf (3)         | Vlag van Canada              | 177.54 pr | 59.50 (8)     | 118.04 (4) pr  |
| 6                      | Carolina Kostner (8)        | Vlag van Italië              | 177.31    | 62.20 (4)     | 115.11 (5)     |
| 7                      | Mirai Nagasu                | Vlag van Verenigde Staten    | 175.48    | 70.40 (1) pr  | 105.08 (11)    |
| 8                      | Ksenia Makarova             | Vlag van Rusland             | 169.64    | 62.06 (5) pr  | 107.58 (8)     |
| 9                      | Rachel Flatt (2)            | Vlag van Verenigde Staten    | 167.44    | 60.88 (6)     | 106.56 (9)     |
| 10                     | Viktoria Helgesson (3)      | Vlag van Zweden              | 161.79 pr | 56.32 (9) pr  | 105.47 (10) pr |
| 11                     | Akiko Suzuki                | Vlag van Japan               | 160.04    | 48.36 (20)    | 111.68 (7)     |
| 12                     | Sarah Hecken                | Vlag van Duitsland           | 153.94 pr | 55.20 (13) pr | 98.74 (13) pr  |
| 13                     | Alena Leonova (2)           | Vlag van Rusland             | 152.86    | 54.36 (14)    | 98.74 (14)     |
| 14                     | Jenna McCorkell (6)         | Vlag van Verenigd Koninkrijk | 150.90 pr | 52.12 (15)    | 98.78 (12) pr  |
| 15                     | Júlia Sebestyén (12)        | Vlag van Hongarije           | 147.66    | 56.10 (10)    | 91.56 (15)     |
| 16                     | Liu Yan (6)                 | Vlag van China               | 141.29    | 49.96 (18)    | 91.33 (16)     |
| 17                     | Cheltzie Lee (2)            | Vlag van Australië           | 137.78    | 51.36 (17)    | 86.42 (17) pr  |
| 18                     | Elene Gedevanisjvili (5)    | Vlag van Georgië             | 137.33    | 55.26 (12)    | 82.07 (21)     |
| 19                     | Kiira Korpi (4)             | Vlag van Finland             | 134.49    | 51.72 (16)    | 82.77 (20)     |
| 20                     | Sonia Lafuente (3)          | Vlag van Spanje              | 133.31    | 47.72 (21)    | 85.59 (18) pr  |
| 21                     | Elena Glebova (5)           | Vlag van Estland             | 132.85    | 47.72 (22)    | 85.13 (19)     |
| 22                     | Kwak Min-jung               | Vlag van Zuid-Korea          | 120.47    | 47.46 (23)    | 73.01 (22)     |
| 23                     | Anastasia Gimazetdinova (7) | Vlag van Oezbekistan         | 113.89    | 49.10 (19)    | 64.79 (23)     |
| 24                     | Manouk Gijsman              | Vlag van Nederland           | 111.94    | 47.44 (24) pr | 64.50 (24)     |
| Vrije kür niet bereikt |                             |                              |           |               |                |
| 25                     | Ivana Reitmayernova (3)     | Vlag van Slowakije           | 45.96     | 45.96         |                |
| 26                     | Sarah Meier (9)             | Vlag van Zwitserland         | 45.06     | 45.06         |                |
| 27                     | Tamar Katz (5)              | Vlag van Israël              | 44.96     | 44.96         |                |
| 28                     | Tugba Karademir (8)         | Vlag van Turkije             | 44.52     | 44.52         |                |
| 29                     | Myriane Samson              | Vlag van Canada              | 44.20     | 44.20         |                |
| 30                     | Kerstin Frank (2)           | Vlag van Oostenrijk          | 43.80     | 43.80 pr      |                |
| 31                     | Victoria Muniz (3)          | Vlag van Puerto Rico         | 41.08     | 41.08         |                |
| 32                     | Bettina Heim                | Vlag van Zwitserland         | 41.00     | 41.00 pr      |                |
| 33                     | Fleur Maxwell (2)           | Vlag van Luxemburg           | 40.22     | 40.22         |                |
| 34                     | Teodora Poštič (4)          | Vlag van Slovenië            | 40.20     | 40.20         |                |
| 35                     | Karina Johnson              | Vlag van Denemarken          | 38.22     | 38.22         |                |
| 36                     | Zanna Pugaca (2)            | Vlag van Letland             | 38.20     | 38.20 pr      |                |
| 37                     | Mirna Libric (3)            | Vlag van Kroatië             | 37.24     | 37.24         |                |
| 38                     | Lauren Ko                   | Vlag van Filipijnen          | 33.34     | 33.34         |                |
| 39                     | Martina Bocek               | Vlag van Tsjechië            | 32.90     | 32.90         |                |
| 40                     | Irina Movtsjan (4)          | Vlag van Oekraïne            | 32.60     | 32.60         |                |
| 41                     | Sonja Radeva (5)            | Vlag van Bulgarije           | 32.12     | 32.12         |                |
| 42                     | Ana Cecilia Cantu (7)       | Vlag van Mexico              | 31.88     | 31.88         |                |
| 43                     | Crystal Kiang               | Vlag van Taiwan              | 31.72     | 31.72         |                |
| 44                     | Georgia Glastris            | Vlag van Griekenland         | 31.36     | 31.36         |                |
| 45                     | Gwendoline Didier           | Vlag van Frankrijk           | 29.32     | 29.32         |                |
| 46                     | Marina Seeh                 | Vlag van Servië              | 28.32     | 28.32         |                |
| 47                     | Clara Peters (2)            | Vlag van Ierland             | 28.20     | 28.20         |                |
| 48                     | Tamami Ono (3)              | Vlag van Hongkong            | 27.74     | 27.74         |                |
| 49                     | Abigail Pieteresen          | Vlag van Zuid-Afrika         | 25.76     | 25.76         |                |
| 50                     | Charissa Tansomboon (4)     | Vlag van Thailand            | 25.22     | 25.22         |                |
| 51                     | Sabina Paquier              | Vlag van Roemenië            | 24.42     | 24.42         |                |
| 52                     | Yoniko Eva Washington (2)   | Vlag van India               | 24.24     | 24.24         |                |
| 53                     | Beatrice Rozinskaite (3)    | Vlag van Litouwen            | 23.68     | 23.68         |                |
| -                      | Sonja Mugosa                | Vlag van Montenegro          |           | t.z.t.        |                |
| -                      | Isabelle Pieman             | Vlag van België              |           | t.z.t.        |                |

| #                      | naam (deelnames)                                 | land                         | punten    | korte kür     | lange kür     |
| ---------------------- | ------------------------------------------------ | ---------------------------- | --------- | ------------- | ------------- |
| Goud                   | Pang Qing (12) Tong Jian (12)                    | Vlag van China               | 211.39    | 75.28 (1)     | 136.11 (1)    |
| Zilver                 | Aliona Savchenko (7) Robin Szolkowy (6)          | Vlag van Duitsland           | 204.74    | 69.52 (3)     | 135.22 (2)    |
| Brons                  | Yuko Kawaguchi (7) Alexander Smirnov (4)         | Vlag van Rusland             | 203.79    | 73.12 (2)     | 130.67 (3)    |
| 4                      | Maria Moechortova (5) Maksim Trankov (5)         | Vlag van Rusland             | 197.39    | 69.48 (4)     | 127.91 (4)    |
| 5                      | Zhang Dan (9) Zhang Hao (9)                      | Vlag van China               | 195.78    | 69.20 (5)     | 126.58 (5)    |
| 6                      | Jessica Dube (5) Bryce Davison (5)               | Vlag van Canada              | 177.07    | 59.36 (8)     | 117.71 (6)    |
| 7                      | Caydee Denney (2) Jeremy Barett (2)              | Vlag van Verenigde Staten    | 172.47 pr | 60.52 (6) pr  | 111.95 (8) pr |
| 8                      | Vera Bazarova Joeri Larionov                     | Vlag van Rusland             | 172.04 pr | 59.78 (7) pr  | 112.26 (7) pr |
| 9                      | Amanda Evora Mark Ladwig                         | Vlag van Verenigde Staten    | 165.96    | 57.74 (9)     | 108.22 (9)    |
| 10                     | Anabelle Langlois (6) Cody Hay (3)               | Vlag van Canada              | 154.72    | 54.10 (12)    | 100.32 (10)   |
| 11                     | Stefania Berton Ondřej Hotárek (2)               | Vlag van Italië              | 149.78 pr | 54.18 (11) pr | 95.20 (11) pr |
| 12                     | Vanessa James (2) Yannick Bonheur (5)            | Vlag van Frankrijk           | 146.58    | 55.60 (10) pr | 90.98 (13)    |
| 13                     | Anais Morand (2) Antoine Dorsaz (2)              | Vlag van Zwitserland         | 144.46    | 53.70 (13)    | 90.76 (14)    |
| 14                     | Maylin Hautsch (2) Daniel Wende (2)              | Vlag van Duitsland           | 142.98 pr | 49.74 (14)    | 93.24 (12)    |
| 15                     | Joanna Sulej (2) Mateusz Chruscinski (2)         | Vlag van Polen               | 138.26 pr | 48.14 (15)    | 90.12 (15) pr |
| 16                     | Stacey Kemp (5) David King (5)                   | Vlag van Verenigd Koninkrijk | 132.87    | 45.14 (16)    | 87.73 (16)    |
| Vrije kür niet bereikt |                                                  |                              |           |               |               |
| 17                     | Dong Huibo (2) Wu Yiming (2)                     | Vlag van China               | 43.08     | 43.08         |               |
| 18                     | Maria Sergejeva (2) Ilja Glebov (2)              | Vlag van Estland             | 41.94     | 41.94         |               |
| 19                     | Ljoebov Bakirova Mikalai Kamiantsjoek            | Vlag van Wit-Rusland         | 41.44     | 41.44 pr      |               |
| 20                     | Amanda Sunyoto-Yang (2) Daryll Sulindro-Yang (2) | Vlag van Taiwan              | 41.28     | 41.28         |               |
| 21                     | Jessica Crenshaw (2) Chad Tsagris (3)            | Vlag van Griekenland         | 40.36     | 40.36 pr      |               |
| 22                     | Ekaterina Kostenko (2) Roman Talan (2)           | Vlag van Oekraïne            | 39.18     | 39.18         |               |
| 23                     | Nina Ivanova (2) Filip Zalevski (2)              | Vlag van Bulgarije           | 36.84     | 36.84         |               |
| 24                     | Gabriela Cermanova Martin Hanulak                | Vlag van Slowakije           | 35.19     | 35.19         |               |
| 25                     | Danielle Montalbano Evgeni Krasnopolski          | Vlag van Israël              | 32.02     | 32.02 pr      |               |

| #                       | naam (deelnames)                           | land                         | punten    | verpl. dans   | org. dans     | vrije dans    |
| ----------------------- | ------------------------------------------ | ---------------------------- | --------- | ------------- | ------------- | ------------- |
| Goud                    | Tessa Virtue (4) Scott Moir (4)            | Vlag van Canada              | 224.43 pr | 44.13 (1) pr  | 70.27 (1) pr  | 110.03 (2)    |
| Zilver                  | Meryl Davis (4) Charlie White (4)          | Vlag van Verenigde Staten    | 223.03 pr | 43.25 (2) pr  | 69.29 (2) pr  | 110.49 (1) pr |
| Brons                   | Federica Faiella (10) Massimo Scali (9)    | Vlag van Italië              | 197.85    | 40.85 (3) pr  | 59.16 (3)     | 97.84 (4)     |
| 4                       | Nathalie Pechalat (7) Fabian Bourzat (7)   | Vlag van Frankrijk           | 194.39 pr | 37.75 (4) pr  | 58.55 (4)     | 98.09 (3) pr  |
| 5                       | Sinead Kerr (7) John Kerr (7)              | Vlag van Verenigd Koninkrijk | 189.11 pr | 37.56 (6) pr  | 58.23 (5)     | 93.32 (5)     |
| 6                       | Alexandra Zaretski (5) Roman Zaretski (5)  | Vlag van Israël              | 181.26 pr | 33.79 (8)     | 56.13 (6)     | 91.34 (6) pr  |
| 7                       | Vanessa Crone (2) Paul Poirier (2)         | Vlag van Canada              | 180.30 pr | 33.32 (9)     | 55.76 (7)     | 91.22 (7) pr  |
| 8                       | Jekaterina Bobrova (2) Dmitri Solovjov (2) | Vlag van Rusland             | 177.23 pr | 32.43 (11)    | 55.04 (8) pr  | 89.76 (8) pr  |
| 9                       | Emily Samuelson (2) Evan Bates (2)         | Vlag van Verenigde Staten    | 168.77    | 32.61 ((10)   | 52.79 (10)    | 83.37 (10)    |
| 10                      | Nóra Hoffmann (5) Maxim Zavozin (2)        | Vlag van Hongarije           | 166.90    | 31.47 (13)    | 51.91 (11) pr | 83.52 (9)     |
| 11                      | Anna Cappellini (4) Luca Lanotte (4)       | Vlag van Italië              | 164.52    | 34.05 (7)     | 51.40 (12)    | 79.07 (14)    |
| 12                      | Pernelle Carron (2) Mathieu Jost (3)       | Vlag van Frankrijk           | 161.86 pr | 30.55 (15) pr | 50.52 (13) pr | 80.79 (12) pr |
| 13                      | Ekaterina Rubleva (2) Ivan Shefer (2)      | Vlag van Rusland             | 161.20    | 30.53 (16) pr | 48.77 (16)    | 81.90 (11)    |
| 14                      | Kimberley Navarro (2) Brent Bommentre (2)  | Vlag van Verenigde Staten    | 159.68    | 31.36 (14)    | 50.33 (15)    | 77.99 (15)    |
| 15                      | Cathy Reed (3) Chris Reed (3)              | Vlag van Japan               | 154.93    | 24.78 (23)    | 50.41 (14)    | 79.74 (13)    |
| 16                      | Lucie Myslivečková (2) Matěj Novák (2)     | Vlag van Tsjechië            | 147.93    | 26.95 (18)    | 46.07 (17)    | 74.91 (17) pr |
| 17                      | Caitlin Mallory (2) Kristian Rand (3)      | Vlag van Estland             | 147.39    | 26.62 (20)    | 43.77 (21)    | 77.00 (16)    |
| 18                      | Yu Xiaoyang (3) Wang Chen (3)              | Vlag van China               | 142.80    | 28.42 (17)    | 44.59 (19)    | 69.79 (19)    |
| 19                      | Kira Geil Dmitri Matsjuk (4)               | Vlag van Oostenrijk          | 142.49 pr | 26.69 (19)    | 44.88 (18) pr | 70.92 (18) pr |
| -                       | Jana Chochlova (5) Sergej Novitski (5)     | Vlag van Rusland             | 91.98     | 37.70 (5)     | 54.28 (9)     | t.z.t.        |
| Vrije dans niet bereikt |                                            |                              |           |               |               |               |
| 21                      | Allison Reed Otar Japaridze                | Vlag van Georgië             | 69.42     | 26.07 (22)    | 43.35 (22)    |               |
| 22                      | Carolina Hermann (2) Daniel Hermann (2)    | Vlag van Duitsland           | 69.17     | 26.36 (21)    | 42.81 (23)    |               |
| 23                      | Christina Chitwood Mark Hanretty           | Vlag van Verenigd Koninkrijk | 68.97     | 24.70 (24) pr | 44.27 (20)    |               |
| 24                      | Katelyn Good Nikolaj Sørensen              | Vlag van Denemarken          | 63.55     | 22.56 (25)    | 40.99 (24)    |               |
| 25                      | Danielle O'Brien (3) Gregory Merriman (3)  | Vlag van Australië           | 59.28     | 21.07 (26)    | 38.21 (25)    |               |
| 26                      | Jenette Maitz Alper Ucar (5)               | Vlag van Turkije             | 49.50     | 17.36 (27) pr | 32.14 (26) pr |               |
| -                       | Anna Zadorozjnjoek (5) Sergej Verbillo (5) | Vlag van Oekraïne            | 31.66     | 31.66 (12)    | t.z.t.        |               |

 t.z.t. = trokken zich terug 
Medaillewinnaars

Mannen · 
Vrouwen ·
Paren · 
IJsdansen

 Toernooi

1896 · 
1897 · 
1898 · 
1899 · 
1900 · 
1901 · 
1902 · 
1903 · 
1904 · 
1905 · 
1906 · 
1907 · 
1908 · 
1909 · 
1910 · 
1911 · 
1912 · 
1913 · 
1914 · 
1915-1921 · 
1922 · 
1923 · 
1924 · 
1925 · 
1926 · 
1927 · 
1928 · 
1929 · 
1930 · 
1931 · 
1932 · 
1933 · 
1934 · 
1935 · 
1936 · 
1937 · 
1938 · 
1939 ·
1940-1946 · 
1947 · 
1948 · 
1949 · 
1950 · 
1951 · 
1952 · 
1953 · 
1954 · 
1955 · 
1956 · 
1957 · 
1958 · 
1959 · 
1960 · 
1961 · 
1962 · 
1963 · 
1964 · 
1965 · 
1966 · 
1967 · 
1968 · 
1969 · 
1970 · 
1971 · 
1972 · 
1973 · 
1974 · 
1975 · 
1976 · 
1977 · 
1978 · 
1979 · 
1980 · 
1981 · 
1982 · 
1983 · 
1984 · 
1985 · 
1986 · 
1987 · 
1988 · 
1989 · 
1990 · 
1991 · 
1992 · 
1993 · 
1994 · 
1995 ·
1996 · 
1997 · 
1998 · 
1999 · 
2000 · 
2001 · 
2002 · 
2003 · 
2004 · 
2005 · 
2006 ·
2007 ·
2008 ·
2009 ·
2010 ·
2011 ·
2012 ·
2013 ·
2014 ·
2015 ·
2016 ·
2017 ·
2018 ·
2019 · 
2020 · 
2021 ·
2022 ·
2023 ·
2024

 ISU-kampioenschappen

WK kunstschaatsen junioren ·
EK kunstschaatsen ·
Viercontinentenkampioenschap ·
Olympische Spelen